# Fritz Hagmann
Fritz Hagmann (n. 28 martie 1901 – d. 14 decembrie 1974, Cantonul Ticino, Elveția) a fost un luptător ce a reprezentat Elveția, medaliat olimpic. A participat la o ediție a Jocurilor Olimpice (1924) în care a câștigat o medalie de aur.